# 石本興司
石本 興司（いしもと こうじ、1967年4月5日 - ）は、俳優・演出家。兵庫県神戸市生まれ。
秋浜悟史（劇作家・演出家）に師事。日本初の県立劇団「兵庫県立ピッコロ劇団（代表・別役実）」の中心メンバーとして俳優・演出・表現教育の分野で活動。
2002年文化庁在外研修員として英国演劇留学（特別派遣）。兵庫県芸術奨励賞など受賞。NHK朝ドラ「わかば」、NHK時代劇「はんなり菊太郎」など、テレビ・映画にも活動の場を広げ、2006年よりフリーランスとなる。2013年より大阪芸術大学舞台芸術学科准教授。同志社女子大学・東京都立総合芸術高等学校・新国立劇場演劇研修所・代官山俳優塾（ダンススクエア代官山）でも講師を務める。